# W3
『W3』（ワンダースリー）は、手塚治虫による日本のSF漫画、およびそれを原作とした虫プロダクション制作のテレビアニメ。

## 概要
『ジャングル大帝』に続く虫プロ3番目のアニメ作品で、虫プロ内の余剰人員を活用する目的で出された企画をその端緒とする。『W3』が形になるまでに、2度虫プロの企画と似たアニメが他の会社から制作され、虫プロではその都度設定変更を行っている。
漫画版は当初『週刊少年マガジン』に掲載された。しかし、前述の設定変更の際に社内で内通者騒ぎが起こり、不幸にもその発端となった作品が『W3』と同時掲載になったため、これを快く思わなかった手塚の意向によりマガジンでの連載を6回（1965年13号 - 18号）で打ち切り、設定を見直した上で掲載誌を『週刊少年サンデー』に変更して連載された（1965年5月30日号 - 1966年5月8日号）。このことは俗に「W3事件」と呼ばれている。
アメリカでは、Erika Film Production の手によって、THE AMAZING 3のタイトルで放送された。余談だが、エンドロールでの手塚の表記が"OSAMO TEDUKA"と誤記されている。

## あらすじ
1970年(連載時の近未来)、人類は相変わらず無益な戦争を繰り返し、その悪評ははるか遠くの銀河連盟の耳にも届いていた。そこで銀河連盟はW3（ワンダースリー）と呼ばれる銀河パトロール要員の3人を地球に派遣して1年間調査を行い、そのまま地球を残すか反陽子爆弾で消滅させるかを判断させることにした。ボッコ、プッコ、ノッコ（マガジン版では隊長、ガーコ、ノンコ）の3人は地球の動物の姿を借り調査をすることにし、それぞれウサギ、カモ、ウマとなる。星真一少年は負傷していたW3を自宅の納屋にかばい、彼らと行動を共にすることになる。一方、真一の兄、光一は世界平和を目指す秘密機関フェニックスの一員として工作活動に従事していた。（マガジン版はここまで）
W3は初めこそ地球人の暴力性に嫌悪感を抱くが、真一少年の純朴な人柄に触れて考えを改めていく。その後、プッコの不手際で地球を数秒で破壊してしまう反陽子爆弾が悪の組織に渡ってしまう。それを知ったW3や真一達は反陽子爆弾を取り戻そうと立ち向かう。

## 登場人物
星真一
本作の主人公。地球人の少年。曲がったことが大嫌いであるが、それが裏目に出て喧嘩ばかりしているため、周囲からは不良扱いされている。W3と出会ってからはW3と行動を共にする。連載中止となったマガジン版と比較すると性格が粗野になっている。名前はSF作家の星新一にちなむ。
ボッコ
W3の隊長で、本作のヒロインに相当する。階級は少佐。女性型の宇宙人で、地球に降り立った際にはウサギに変身している。真一にひっそりと恋心を抱く。名前は星新一のショートショート「ボッコちゃん」にちなむ。髪の色と耳の先の色が安定しておらず絵によって、黒だったり、ピンクだったり、茶色だったりする。
プッコ
背が低い銀河パトロール隊員の宇宙人。W3の一人で階級は中尉。地球に降り立った際にはカモに変身している。短気でおっちょこちょいな性格。ボッコのことを人知れず思っている。
ノッコ
背が高い銀河パトロール隊員の宇宙人。W3の一人で階級は兵長。地球に降り立った際にはウマに変身している。大らかでのんびりした性格。「ビッグ・ローリー」などのメカを作り出すことに長けている。
星光一
真一の兄。漫画家を装っているが、実際は世界の平和を守る秘密諜報機関「フェニックス」のメンバーF7号である。弟と同じで曲がったことが許せない熱血漢。『W3』の元になった企画では主人公となるはずだった。
エリゼ
星光一とコンビを組む「フェニックス」の女性隊員。光一とはひっそりと互いのことを想い合う仲。
馬場先生
真一の担任の先生。他の学校内の先生とは違い、真一に目をかけてくれる。名前は馬場のぼるにちなむ。
カノコ
出稼ぎの両親にかわって21人の弟や妹たちの面倒を見ている女の子。台風の際に真一に助けられる。実は彼女には、地球上の誰も(本人も)知らない大きな秘密があった。
五目
馬場先生の知り合いで、在野の科学者。貧乏暮らしをしているが実力は確かである。W3から託された設計図を元に、物質電送機を製作する。

## 単行本
- サンデーコミックス『W3（ワンダー・スリー）』全2巻（秋田書店）
- 秋田漫画文庫『W3（ワンダー・スリー）』全3巻（秋田書店）
- 手塚治虫漫画全集『W3（ワンダー・スリー）』全3巻（講談社）
- 手塚治虫傑作選集『W3（ワンダー・スリー）』全2巻（秋田書店）
- 秋田文庫『W3（ワンダー・スリー）』全2巻（秋田書店）
- 手塚治虫文庫全集『W3（ワンダー・スリー）』全2巻(2巻巻末にマガジン版収録)（講談社）
- 手塚治虫トレジャー・ボックス『W3（ワンダー・スリー）』全1巻（図書刊行会）

## アニメ版
アニメ版は虫プロダクション製作で、1965年6月6日 - 1966年6月27日にフジテレビ系で全56回（全52話＋リピート放送4回）で放送されたモノクロ作品。オープニングでは「W3」に「ワンダースリー」のルビが振られ、後の主題歌集などでは「ワンダースリー」となっている。提供はロッテ。大まかなプロットは共通しているが、全52話のうち大部分が漫画版とは異なっている。

### スタッフ
- 原作・総監督：手塚治虫
- プロデューサー：池内辰夫
- プロデューサー補佐：黒川慶二郎
- チーフディレクター：杉山卓
- OP原画：大塚康生
- 作画監督：中村和子
- 作画：杉山卓、中村和子（ボッコ担当）、松尾信吾（プッコ担当）、三輪孝輝（ノッコ担当）、大貫信夫
- 音楽：宇野誠一郎
- 美術監督：伊藤主計
- 音響監督：鈴木芳男
- 技術監督：山浦栄一
- 仕上監督：進藤八枝子
- 演出助手：下崎闊
- 編集：松浦典良
- 資料：三上康雄
- 音響効果･録音：アオイスタジオ
- 広告代理店：東急エージェンシー
- 制作進行：下崎闊
- 制作協力：フジテレビ
- 制作：虫プロダクション

### キャスト
- ボッコ：白石冬美
- プッコ：近石真介
- ノッコ：小島康男
- 星真一：沢田和子
- 星光一：金内吉男
- 星兄弟の母：桜井良子
- 星兄弟の父：池田一臣
- 銀河連盟長官 / オープニングナレーター（第22 - 40話）：愛川欽也

### 各話リスト
第35話までは日曜 19:00 - 19:30より、第36話以降は 月曜 19:30 - 20:00に放送された（東京地域の場合。地方局では放送の曜日や時間帯は異なっていた可能性がある）。
| 話数               | 放送日        | サブタイトル                                                  | 脚本            | 演出            |
| ------------------ | ------------- | ------------------------------------------------------------- | --------------- | --------------- |
| 1                  | 1965年 6月6日 | 宇宙からの三匹                                                | 若林一郎        | 手塚治虫        |
| 2                  | 6月13日       | 24時間の脱出                                                  | 若林一郎        | 杉山卓          |
| 3                  | 6月20日       | シャングリラの謎                                              | 若林一郎        | 鈴木良武        |
| 4                  | 6月27日       | くすの木物語                                                  | 若林一郎        | 柴山達雄        |
| 5                  | 7月4日        | 浮ぶ要塞島                                                    | 若林一郎        | W-3演出部       |
| 6                  | 7月11日       | 摩天楼動物園                                                  | 若林一郎        | W-3演出部       |
| 7                  | 7月18日       | シバの女王                                                    | 若林一郎        | 柴山達雄        |
| 8                  | 7月25日       | サーカスの怪人                                                | 若林一郎        | 杉山卓          |
| 9                  | 8月1日        | 沈むな太陽                                                    | 若林一郎        | 杉山卓 富岡厚司 |
| 10                 | 8月8日        | ミイラ工場                                                    | 若林一郎        | 高橋良輔        |
| 11                 | 8月15日       | 北の谷の決闘 （北の谷の決斗）                                 | 手塚治虫        | 手塚治虫        |
| 12                 | 8月22日       | モグラモチ計画                                                | 虫プロ文芸部    | W-3演出部       |
| 13                 | 8月29日       | 食鉄魚                                                        | 若林一郎        | 高橋良輔        |
| 14                 | 9月5日        | 野犬の砦                                                      | 若林一郎        | 杉山卓          |
| 15                 | 9月12日       | 犠牲は許されない                                              | 北斗輝          | 高橋良輔        |
| 16                 | 9月19日       | 我が名はエックス （我が名はＸ）                               | 丘津宏          | 岸本吉切        |
| 17                 | 9月26日       | 黒いエキス                                                    | 若林一郎        | 杉山卓          |
| 18                 | 10月3日       | サイロ爆破せよ                                                | 柏倉敏之        | 柴山達雄        |
| 19                 | 10月10日      | フェニックス物語                                              | 鈴木良武        | 斎出光布        |
| 20                 | 10月17日      | 狂った標的                                                    | 丘津宏          | 柴山達雄        |
| 21                 | 10月24日      | 火山の追跡 （火山の冒険）                                     | 柏倉敏之        | 岸本吉切        |
| 22                 | 10月31日      | 危険なステージ                                                | 丘津宏          | 杉山卓          |
| 23                 | 11月7日       | 嵐の対決                                                      | 北斗輝          | 高橋良輔        |
| 24                 | 11月14日      | 謎の発明家                                                    | 北斗輝          | 斎出光布        |
| 25                 | 11月21日      | 死の自動車レース                                              | 山崎邦保 杉山卓 | 杉山卓          |
| 26                 | 11月28日      | 海底にかける橋                                                | 柏倉敏之        | 斎出光布        |
| 27                 | 12月5日       | ダイヤモンドへの招待                                          | 月岡貞夫        | 月岡貞夫        |
| 28                 | 12月12日      | 稲妻地帯 （稲妻の谷）                                         | 北斗輝          | 波多正美        |
| 29                 | 12月19日      | 失われた一日 （消された一日）                                 | 佐脇徹          | 岸本吉切        |
| 30                 | 12月26日      | ペンギン作戦                                                  | 柏倉敏之        | 杉山卓          |
| 31                 | 1966年 1月2日 | 奇々怪々 （キキ・カイカイ）                                   | 佐脇徹          | 高橋良輔        |
| 32                 | 1月9日        | ワンパク合戦 （ちびっこ合戦）                                 | 佐脇徹          | 柴山達雄        |
| 33                 | 1月16日       | 四人の魔女                                                    | 三木瀬たかし    | 高橋良輔        |
| 34                 | 1月23日       | 雪女                                                          | 北斗輝          | 杉山卓          |
| 35                 | 1月30日       | 片目の灰色狼                                                  | 大沢健一        | 月岡貞夫        |
| 36                 | 2月7日        | ジャングルの誓い （ジャングルのちかい）                       | 北斗輝          | 斎出光布        |
| 37                 | 2月14日       | アマゾンの謎 （アマゾンのなぞ）                               | 唐十郎          | 大貫信夫        |
| 38                 | 2月21日       | 恐怖のスキー大会                                              | 三木瀬たかし    | 岡崎稔          |
| 39                 | 2月28日       | 砂漠の英雄 （サバクの英雄）                                   | 唐十郎          | 岸本吉切        |
| 40                 | 3月7日        | 謎のピアノ （グランドピアノの秘密）                           | 杉山卓          | 波多正美        |
| 41                 | 3月14日       | 飛び出せプッコ （とび出せプッコ）                             | 北斗輝          | 柴山達雄        |
| 42                 | 3月21日       | Ｗ３西部を行く （ワンダースリー西部を行く）                   | 唐十郎          | 高橋良輔        |
| 43                 | 3月28日       | 宇宙から来たネズミたち （宇宙からの恋人）                     | 北斗輝          | 斎出光布        |
| 44                 | 4月4日        | 動く大仏像                                                    | 高木厚          | 高木厚          |
| 45                 | 4月11日       | 人工衛星ドロボー計画 （人工衛星ドロボウ計画）                 | 杉山卓          | 杉山卓          |
| 46                 | 4月18日       | 大ワニ騒動                                                    | 三木瀬たかし    | 杉山卓          |
| 47                 | 4月25日       | くたばれテキーラ                                              | 柏倉敏之        | 斎出光布        |
| 48                 | 5月2日        | 危険な風船旅行 （危険なフーセン旅行）                         | 三木瀬たかし    | 大貫信夫        |
| 49                 | 5月9日        | スモッグミサイル                                              | 月岡貞夫        | 月岡貞夫        |
| 50                 | 5月16日       | ヘンテコマシーンでやっつけろ （てんてこマシーンでやっつけろ） | 波多正美        | 波多正美        |
| 51                 | 5月23日       | 地底の鯨 （地底のクジラ）                                     | 北斗輝          | 高橋良輔        |
| リピート（第3話）  | 5月30日       | シャングリラの謎                                              | 若林一郎        | 鈴木良武        |
| リピート（第25話） | 6月6日        | 死の自動車レース                                              | 山崎邦保 杉山卓 | 杉山卓          |
| リピート（第24話） | 6月13日       | 謎の発明家                                                    | 北斗輝          | 斎出光布        |
| リピート（第19話） | 6月20日       | フェニックス物語                                              | 鈴木良武        | 斎出光布        |
| 52                 | 6月27日       | さようならＷ３ （サヨウナラ・ワンダースリー）                 | 手塚治虫        | W-3演出部       |

注記：エピソードのタイトルで丸括弧で括られたものは『虫プロダクション資料集1962－1973』に表記されたものである。
新聞のテレビ欄に書かれたものや実際に放送された画面でのタイトルがどうであったのかは解明が必要。丸括弧の中の方がむしろ正しいかもしれない。脚本や演出についての情報は『虫プロダクション資料集1962－1973』の方には欠落不明な箇所が多い。おそらくこの上の表はLD化やDVD化に際して調査を加えたものであろう。放送期間やリピート放送の存在、第36話以降の放送曜日と時間の変更についても同資料集の記述に拠った。
本番組の後継番組は同じスポンサーによる手塚治虫原作の『マグマ大使』（カラー実写特撮版で製作はピー・プロダクション）であった。
『W3』の第51話から最終話の間に4回のリピート放送が入っているのは，1966年7月4日の『マグマ大使』の放送開始までの準備期間であったということである。

### 主題歌
オープニング・エンディングB・次回予告BGM「ワンダースリー」
- 作詞 - 北川幸比古 / 作曲 - 宇野誠一郎 / 歌 - ボーカル・ショップ、白石冬美、近石真介、小島康男

解説
- オープニングは、スタッフおよび提供スポンサー（ロッテ）のテロップのある物と、無い物の2種類がある。またスタッフテロップは第43話以降ロゴが変更された。懐かしのアニメ特集などでは、専らテロップ無しのものが使われているが、DVDには双方が収録されている。
- テロップありヴァージョンのラストは、「♪ワンダースリ〜、ワンダースリ〜...」の歌に合わせて、「提供　ロッテ」の「ロッテ」のロゴの部分が揺れ動くという異色のパターンだった。
- 第3話までのオープニングは、映像は同じものの、主題歌は曲は同じながら歌詞とアレンジが全く異なり、また歌手もボーカル・ショップらではなく合唱団（詳細不明）が歌っている。この初期版は後述のDVD-BOXや、2004年5月26日に日本コロムビアから発売されたDVD「虫プロ 手塚治虫アニメ主題歌集」に収録されている。

エンディングA「ワンダースリー」（インストルメンタル）
- 作曲 - 宇野誠一郎

解説
- 現在残っている映像にはスタッフや声優のテロップは添えられていない。なお日本映画専門チャンネルの「手塚治虫アニメシアター」で放送した時は、全話がこちらを使用した。

### 放送局
- フジテレビ：日曜 19:00 - 19:30（第35話まで）→ 月曜 19:30 - 20:00（第36話より）
- 札幌テレビ：月曜 18:15 - 18:45[2]
- 青森放送：月曜 18:00 - 18:30[3]
- 岩手放送：水曜 18:00 - 18:30[4]
- 秋田放送：月曜 17:28 - 17:58[5]
- 山形放送：土曜 18:15 - 18:45[6]
- 仙台放送：火曜 18:15 - 18:45[7]
- 福島テレビ：土曜 15:00 - 15:30（第12話まで）→ 日曜 18:00 - 18:30（第13話 - 第15話）→ 火曜 19:00 - 19:30（第16話から）[8]
- 新潟放送：日曜 17:00 - 17:30[9]
- 北日本放送：金曜 18:15 - 18:45[10]
- 北陸放送：火曜 18:00 - 18:30[11]
- 福井放送：火曜 18:00 - 18:30[11]
- 山梨放送：火曜 18:15 - 18:45[12]
- 信越放送：火曜 18:00 - 18:30[13]
- 東海テレビ：日曜 19:00 - 19:30 → 月曜 19:30 - 20:00[14]

- 関西テレビ：日曜 19:00 - 19:30 → 月曜 19:30 - 20:00[15]
- 日本海テレビ：金曜 18:15 - 18:45（当時は鳥取県のみの県域局）[16]
- 山陰放送：火曜 18:00 - 18:30（当時は島根県のみの県域局）[16]
- 広島テレビ：金曜 18:15 - 18:45[17]
- 山口放送：金曜 18:15 - 18:45[18]
- 四国放送：金曜 18:15 - 18:45[15]
- 西日本放送：金曜 18:15 - 18:45[17]
- 南海放送：金曜 18:00 - 18:30[18]
- 高知放送：木曜 18:15 - 18:45[18]
- テレビ西日本：日曜 19:00 - 19:30 → 月曜 19:30 - 20:00[19]
- 長崎放送：火曜 18:00 - 18:30[19]
- 熊本放送：火曜 18:00 - 18:30[19]
- 大分放送：火曜 18:00 - 18:30[18]
- 宮崎放送：火曜 18:00 - 18:30[20]
- 南日本放送：火曜 18:00 - 18:30[20]
- 沖縄テレビ：水曜 18:30 - 19:00[21]

### W3とウルトラQ
放映開始からしばらくは常時20％台を維持する好視聴率をマークしていたが、その後TBSが同時間帯に円谷特技プロダクションの特撮番組をぶつけてくることが判明し、円谷の特撮技術をよく知っていた手塚治虫は番組の前途を危惧した。その番組『ウルトラQ』が始まるや、『W3』の視聴率は急落、月曜19時30分枠への時間帯変更（正確には『快傑黒頭巾』との枠交換）のやむなきに至った。手塚は『ウルトラQ』第1話の放映を見たとき、息子である手塚眞の興奮ぶりが「すごいものであった」と記し、クライマックスが終わってから『W3』にチャンネルを変えたとき「ああ、これで負けた!」と感じたという。
一方手塚眞は著書『天才の息子』（ソニーマガジンズ、2003年）の中で、以下のように記している。珍しく手塚が家族と夕食を共にした席で『W3』が放送される時間に、妹とそれぞれ別の番組（名前は明記されていない）が見たくてチャンネル争いをしていた。それを見かねた母親（手塚夫人）は「お父さんの番組を見なさい」と叱ったが、そのとき手塚が「子供の観たいものを観せなさい!」と怒鳴り、眞と妹はびっくりして声も出ず、母親は驚いて泣き、気まずいムードになったという。
円谷特技プロダクション創設者である円谷英二の息子であり、当時フジテレビ映画部に所属して『W3』を担当していた円谷皐は、ウルトラQが始まり、W3の視聴率が一気に一桁台に急落して複雑な気持ちだったと述懐している。

### DVD
- 2008年7月23日より、コロムビアミュージックエンタテインメントからDVD-BOXが発売された。

### ネット配信
- 2019年12月5日より、YouTubeの「手塚プロダクション公式チャンネル」から第1話が無料配信されている。一方2020年5月28日より同年8月24日まで同チャンネルから、残りの51話が平日14:00に1話分ずつ期間限定無料配信されていた。配信形態は次の通り。

1. オープニングは、第3話までは主題歌は初期版でスタッフ・提供クレジット無しバージョン、そして第4話からはボーカル・ショップ版・クレジット有りバージョンを使用。
2. 次回予告が存在する話（第5話・第15話ほか）では、次回予告はナレーション無しで配信。
3. 第16回から、本放送時に使用されたエンドカードを配信。
4. 第22回から第40話まで、サブタイトル前に、本放送時に使用された「W3が地球に来たいきさつ」の映像を配信。

- 2021年2月9日からは、YouTubeの「アニメログ」でも平日に1話ずつ無料配信された。配信形態は手塚プロ版と同じ。
- 2023年2月28日からは「手塚プロダクション公式チャンネル」で、4話まとめて配信、同年11月7日から2回目の配信、2025年4月1日から3回目の配信が行われた。当初は2025年5月30日までの予定であったが、好評につき同年6月30日まで延長となった。そして同年6月7日からは3回目配信と並行して、全52話をひとまとめにして配信した。配信期間は次の通り。形態は前と同じ。

| 配信話 | 配信話 | 第1回の配信期間（JST） | 第1回の配信期間（JST） | 第2回の配信期間（JST） | 第2回の配信期間（JST） | 第3回の配信期間（JST） | 第3回の配信期間（JST） | 第3回の配信期間（JST） |
| ------ | ------ | ---------------------- | ---------------------- | ---------------------- | ---------------------- | ---------------------- | ---------------------- | ---------------------- |
| 01     | 04     | 2023-02-23 20:00       | 2023-04-28 13:59       | 2023-11-07 20:00       | 2024-01-09 13:59       | 2025-04-01 20:00       | 2025-06-07 20:00       | 2025-06-30 13:59       |
| 05     | 08     | 2023-03-04 20:00       | 2023-04-28 13:59       | 2023-11-09 20:00       | 2024-01-09 13:59       | 2025-04-03 20:00       | 2025-06-07 20:00       | 2025-06-30 13:59       |
| 09     | 12     | 2023-03-07 20:00       | 2023-04-28 13:59       | 2023-11-14 20:00       | 2024-01-09 13:59       | 2025-04-08 20:00       | 2025-06-07 20:00       | 2025-06-30 13:59       |
| 13     | 16     | 2023-03-09 20:00       | 2023-04-28 13:59       | 2023-11-16 20:00       | 2024-01-09 13:59       | 2025-04-10 20:00       | 2025-06-07 20:00       | 2025-06-30 13:59       |
| 17     | 20     | 2023-03-11 20:00       | 2023-04-28 13:59       | 2023-11-21 20:00       | 2024-01-09 13:59       | 2025-04-15 20:00       | 2025-06-07 20:00       | 2025-06-30 13:59       |
| 21     | 24     | 2023-03-14 20:00       | 2023-04-28 13:59       | 2023-11-23 20:00       | 2024-01-09 13:59       | 2025-04-17 20:00       | 2025-06-07 20:00       | 2025-06-30 13:59       |
| 25     | 28     | 2023-03-16 20:00       | 2023-04-28 13:59       | 2023-11-28 20:00       | 2024-01-09 13:59       | 2025-04-22 20:00       | 2025-06-07 20:00       | 2025-06-30 13:59       |
| 29     | 32     | 2023-03-18 20:00       | 2023-04-28 13:59       | 2023-11-30 20:00       | 2024-01-09 13:59       | 2025-04-24 20:00       | 2025-06-07 20:00       | 2025-06-30 13:59       |
| 33     | 36     | 2023-03-21 20:00       | 2023-04-28 13:59       | 2023-12-05 20:00       | 2024-01-09 13:59       | 2025-04-29 20:00       | 2025-06-07 20:00       | 2025-06-30 13:59       |
| 37     | 40     | 2023-03-23 20:00       | 2023-04-28 13:59       | 2023-12-07 20:00       | 2024-01-09 13:59       | 2025-05-01 20:00       | 2025-06-07 20:00       | 2025-06-30 13:59       |
| 41     | 44     | 2023-03-25 20:00       | 2023-04-28 13:59       | 2023-12-12 20:00       | 2024-01-09 13:59       | 2025-05-06 20:00       | 2025-06-07 20:00       | 2025-06-30 13:59       |
| 45     | 48     | 2023-03-28 20:00       | 2023-04-28 13:59       | 2023-12-14 20:00       | 2024-01-09 13:59       | 2025-05-08 20:00       | 2025-06-07 20:00       | 2025-06-30 13:59       |
| 49     | 52     | 2023-03-30 20:00       | 2023-04-28 13:59       | 2023-12-19 20:00       | 2024-01-09 13:59       | 2025-05-13 20:00       | 2025-06-07 20:00       | 2025-06-30 13:59       |

- 2024年12月23日から「手塚プロダクション公式チャンネル」でオープニング映像を配信（ノンクレジット版）。
- 2025年1月18日から同年1月25日まで、「傑作選」として第25話を限定配信。形態は前と同じ。

## 舞台

### 2017年版
2017年7月、「Amazing Performance W3（ワンダースリー）」のタイトルで舞台化された。構成・演出はウォーリー木下。セリフは一切なく、日本の漫画表現手法、パントマイム、ダンス、アクロバット、マジック、プロジェクションマッピングなどを駆使して表現している。

#### キャスト（2017年版）
- 西島数博
- フィリップ・エマール
- 川原一馬
- 椎原夕加里
- 松本ユキ子
- 藍実成
- 坂口修一
- 梅澤裕介
- 石井咲
- 関口満紀枝
- 廣瀬水美（アンダースタディ）

### 2025年版
2025年6月から7月、舞台「W3 ワンダースリー」として上演予定である。前述の2017年版も担当したウォーリー木下（演出）によると、「〈前略〉言葉を中心に、また新しい『W3』を作ってみたいと思っています」「様々な仕掛けを舞台上に配置し、観客を不思議な世界に引きずりこみたい」と構想を語っている。

#### キャスト（2025年版）
- 星真一：井上瑞稀
- 星光一：平間壮一
- プッコ：永田崇人
- ボッコ：松田るか
- ノッコ：相葉裕樹
- 星兄弟の母：彩吹真央
- ハム・エッグ：中村まこと
- ランプ少佐：成河
- 冨永竜
- 石井雅登
- 早川一矢
- 手代木花野
- 石井千賀
- 大倉杏菜
- 人形操演：中村孝男、高橋奈巳、松本美里（東京公演）、奥洞昇（兵庫公演）
- スウィング：白山博基、森田有希

出典：

#### スタッフ
- 原作：手塚治虫『W3（ワンダースリー）』
- 脚本：福田響志
- 演出：ウォーリー木下
- 音楽：和田俊輔
- 振付：Hidali
- 美術：伊藤雅子
- 衣裳・造形：小西翔
- 照明：奥野友康
- 映像：鈴木岳人、九頭竜ちあき
- 音響：けんのき敦
- ヘアメイクプランナー＆ウィッグ制作：SAKIE
- ヘアメイクディレクター：須田理恵
- アクション：冨田昌則
- 制作協力：手塚プロダクション
- 製作：フジテレビジョン、ミックスゾーン、キューブ、シーエイティプロデュース
- 企画：シーエイティプロデュース

出典：